# 喜屋武朝重
喜屋武朝重（きゃん ちょうじゅう、1600年 - 1653年）は、琉球王国第二尚氏王統の王族。第三代国王尚真の第四王子尚龍徳・越来王子朝福の孫。唐名は向成名、大和名は喜屋武按司朝重。

## 概要
琉球王国第二尚氏王統第三代国王尚真の第四王子尚龍徳の孫。向恭安の長男。嘉味田殿内の三世。万暦41年（1613年）、父の職をついで越来間切総地頭。その後、島添大里王子朝長（尚寧王の従兄弟）の娘（勢能君）へ婿入りして島添大里間切総地頭を継承（26歳）。越来間切総地頭は弟の朝久が継いだ。しかし、朝重は離婚して実父の跡目に戻り、順治2年（1645年）、喜屋武間切の総地頭に転任。

## 系譜
- 父：向恭安・越来按司朝村 （嘉味田殿内二世）
- 母：眞鶴金・君辻按司加那志
  - 弟（次男）：向成章・屋良按司朝久（屋良家祖）

- 室：思乙金越来間切上地村知念尓也女
  - 長男：向良翰・喜屋武按司朝古（室は尚豊王三女、島尻佐司笠按司加那志）